# Rhacophorus burmanus
Rhacophorus burmanus es una especie de anfibio anuro de la familia Rhacophoridae. Se distribuye por Birmania, China y nordeste de la India.